# Butorphanol
Butorphanol ist ein stark wirksames Schmerzmittel (Analgetikum) aus der Gruppe der Opioide. Es wirkt als ein Agonist am κ- und δ-Opioid-Rezeptor und ein Antagonist am μ-Opioid-Rezeptor. Butorphanol wird als Tierarzneimittel verwendet.

## Rechtliche Situation
Butorphanol weist beim Menschen eine dysphorische Wirkung auf. Es besitzt daher kein nennenswertes Suchtpotential und fällt nicht unter das Betäubungsmittelgesetz.

## Verwendung in der Tiermedizin
Butorphanol wird regelmäßig bei Hunden, Katzen und Pferden verwendet. Dabei wird hauptsächlich die sedative Wirkung ausgenutzt, die analgetische Komponente spielt häufig eine untergeordnete Rolle. Bei Pferden wird Butorphanol in der Regel als Kombinationsmedikation eingesetzt.

## Fertigarzneimittel
Dolorex ad us.vet. (D), Torbugesic ad us.vet. (D), Butorgesic ad us.vet. (D)